# Post Utrecht
Post Utrecht, inheemse naam Lokono Shikuabana, is een dorpje aan de Nickerierivier tegenover Wageningen, Suriname. Het is mogelijk ooit een militaire post geweest.
Post Utrecht is gelegen aan westzijde van de Nickerierivier, ter hoogte van de haven van de voormalige rijstfabriek van de Stichting Machinale Landbouw. In oktober 2006 was het dorp, en de nabijgelegen plaats Cupido, in het nieuws wegens een ernstig tekort aan drinkwater.
In het dorp wonen inheemse Surinamers van de volkeren Warau, Arowakken en Karaïben samen met elkaar. Het bestuur van het dorp lag tot 2012 in Cupido. De roep onder de bewoners werd steeds groter om een eigen bestuur te hebben. Toen het dorp dat in 2012 kreeg, werd Dorothy Marius-Lambert gekozen tot dorpshoofd; ook werden twee basja's aan haar zijde verkozen.
De kinderen in het dorp gaan naar Wageningen naar school. In 2019 waren de zwemvesten van de kinderen van slechte kwaliteit en bevonden de steigers zich aan weerszijden in een slechte staat.
In 2019 kregen alle 27 gezinnen van het dorp een gezondheidsmatras. In 2017 werd elektriciteit aangelegd, waar bewoners enkele uren per dag gebruik van kunnen maken.